# サエイマ
サエイマ（ラトビア語: Saeima、IPA: [sæimaː]）は、ラトビア共和国の立法府である。

## 概要
- 一院制
- 設置年：1991年
- 任期：4年（解散あり）（憲法第10条）
- 定数：100（憲法第5条）
- 選挙制度：自由名簿式比例代表制（全国を5ブロックに区分し、各ブロックから14～29人選出）。解散の場合を除き、選挙年の10月第1土曜日に選挙を実施（憲法第7条、第11条、第12条）

## 選挙権・被選挙権
- 選挙権者：18歳以上の市民（憲法第8条）
- 被選挙権者：21歳以上の市民（憲法第9条）

## 行政との関係

### 大統領
大統領は、議会の過半数である51人以上の議員の賛成により選出される（憲法第36条）。すなわち間接選挙による選出（複選制）であるため、大統領の実際の権限は限定されている。ただし後述するように、大統領は国民投票への付託において重要な役割を果たすことも見逃せない（本記事「立法手続」参照）。

### 内閣
- 首相と各大臣は、その職務の実行についてサエイマに対して責任を負う。サエイマは首相に対しても、個別の大臣に対しても不信任を議決することができ、前者の場合は内閣全体が総辞職となり、後者の場合は該当する大臣が辞職する（憲法第59条）。以上から議院内閣制が採用されていると言える。
- サエイマは首相または個別の大臣に対し、その権限につき質問することができ、首相または大臣はそれに応答しなければならない（憲法第27条）。
- 緊急の必要がある場合には、内閣は国会会期中に法的効力を有する法令を発することができる。ただしこの法令は、(1)サエイマの選挙、(2)裁判制度、(3)予算、(4)サエイマの会期、(5)恩赦、(6)国税・関税・借款に関する案件または法律を改正する内容を含めてはならない。さらに、サエイマの次期会議が召集されてから3日以内にこの法令をサエイマに提出しない限り、この法令は効力を失う（憲法第81条）。

## 議会運営
- 大統領、首相または3分の1以上の議員の要求があれば、議長は会議を召集する（憲法第20条）。
- 10人以上の議員、大統領、首相、大臣のいずれかから要求があり、かつ、3分の2以上の議員による議決があれば、秘密会とすることができる（憲法第22条）。
- 開会のための定足数は総議員の半数である（憲法第23条）。
- 3分の1以上の議員による要求があれば、特定案件のための調査委員会を設置することができる（憲法第26条）。

## 立法手続
ラトビアの立法手続は、通常の立法手続についても国民投票制度との組合せをともなう独特のスタイルとなっている。最終的に法律を公布する大統領も、単に法律の公布につき留保するだけでなく、国民投票への付託を促し得る役割を備えている。

### 通常の立法手続
- 法律案の提出権者は(1) 大統領、(2)内閣、(3)サエイマ内委員会、(4)5人以上の議員、(5)10分の1以上の選挙権者である。(5)の場合には、まず法律案が大統領に提出され、次いでサエイマに送付される。サエイマが法律案の内容を変更することなく採択しない場合には、その法律案は国民投票に付託される。半数以上の有権者が国民投票で賛成票を投じた場合には、その法律案が採択されたものとみなされる（憲法第65条、第78条、第79条）。
- 予算案は、会計年度開始前に内閣によりサエイマに提出される（憲法第66条）。
- サエイマは平時における軍隊の規模を決定する（憲法第67条）。
- すべての国際協約はサエイマの批准を必要とする（憲法第68条）。
- 大統領は、サエイマで法律案が可決されてから7日以降21日以内に、その法律を公布する。法律に別に定められていない限り、公布から14日で発効する（憲法第69条）。
- 可決から7日以内であれば、大統領は書面によりサエイマに法律案の再検討を求めることができる。たとえサエイマが何らの修正をしなかったとしても、再度大統領に送付された法律案を大統領は拒否できない（憲法第71条）。
- 可決から7日以内に大統領自身または3分の1以上の議員の要求があった場合には、大統領は法律の公布を2か月間留保することができる。留保期間中に10分の1以上の有権者から国民投票実施の要望がなければ、そのまま法律は公布される。また留保期間中に4分の3以上の議員による再可決が行われれば、国民投票は実施されずにそのまま法律は公布される（憲法第72条）。
- (1)予算案、(2)借款、(3)税金・関税・通行料、(4)徴兵、(5)宣戦、(6)和平条約、(7)緊急事態の宣言・終了に関する案件や法律ついては、国民投票に付託することができない（憲法第73条）。
- サエイマが制定した法律または憲法第72条に基づいて国民投票に付託された法律案は、有権者の半数以上が投票し、かつ、多数の賛成があった場合には廃止される（法律廃止の国民投票）（憲法第74条）。
- サエイマは、緊急法律として3分の2以上の多数で法律を可決することができる。この法律については、大統領が再検討をサエイマに要求することはできず、国民投票に付託することもできない。大統領は可決後3日以内に公布しなければならない（憲法第75条）。

### 憲法改正手続
- 憲法は3分の2以上の議員の賛成により改正される。出席議員の3分の2以上の多数による三読会での採択を必要とする（憲法第76条）。
- 憲法第1章「総則」、第2章「サエイマ」、第3章「大統領」、第4章「内閣」、第6章「裁判所」、第77条憲法改正の国民投票付託義務要件については、必ず国民投票に付託してその承認を必要とする（憲法第77条）
- 10分の1以上の有権者は、憲法改正案を大統領に提出することができる。大統領は案をサエイマに送付する。サエイマが案の内容を変更することなく採択しない場合には、国民投票に付託する。半数以上の有権者が国民投票で賛成票を投じた憲法改正案は、採択されたものとみなされる（憲法第78条、第79条）。

## 過去の選挙結果

### 2018年総選挙

2018年総選挙後の会派別議席数

| 政党・会派 | 政党・会派                                                                                      | 議席数 | 得票率 |
| ---------- | ----------------------------------------------------------------------------------------------- | ------ | ------ |
|            | 社会民主党「調和」 lv:Sociāldemokrātiskā Partija "Saskaņa" en:Social Democratic Party "Harmony" | 23     | 19.80% |
|            | 国家はだれのものか? lv:Kam pieder valsts? en:Who owns the state?                                | 16     | 14.25% |
|            | 新保守党 lv:Jaunā konservatīvā partija en:New Conservative Party                                | 16     | 13.59% |
|            | 発展・For! lv:Attīstībai/Par! en:Development/For!                                               | 13     | 12.04% |
|            | 国民連合 lv:Nacionālā Apvienība en:National Alliance                                            | 13     | 11.01% |
|            | 緑と農民連合 lv:Zaļo un Zemnieku savienība en:Union of Greens and Farmers                       | 11     | 9.91%  |
|            | 新統一 lv:Jaunā Vienotība en:New Unity                                                          | 8      | 6.69%  |

### 2014年総選挙
- 2014年10月4日実施（早期解散により実施。ただし2010年総選挙から計算すれば通常の期間となる）
- 選挙結果[1]：社会民主党「調和」(Social Democratic Party "Harmony"; SDPS)24[-7]、統一 (Unity; VIENOTIBA)23[+3]、緑と農民連合 (Union of Farmers and Greens; ZZS)21[+8]、国民連合 (National Alliance of "All for Latvia!" - "For Fatherland and Freedom / LNNK"; NA)17[+3]、ラトビア地域連盟（Regional Alliance of Latvia; LRA）8[新]、心からラトビアに (Latvia from the Heart; No sirds Latvijai)7[新]

### 2011年総選挙
- 2011年9月17日実施（早期解散により実施）
- 選挙結果[1]：調和センター (Centre for Harmony; SC)31[+2]、ザトレルス改革党 (Zatlers' Reform Party; ZRP)22[新]、統一 (Unity; VIENOTIBA)20[-13]、国民連合 (National Alliance; NA)14[+6]、緑と農民連合 (Union of Farmers and Greens; ZZS)13[-9]

### 2010年総選挙
- 2010年10月2日実施
- 選挙結果: 統一33、調和センター29、緑と農民連合22、「より良きラトビアのために」（第一党・「ラトビアの道」選挙連合）(For a Better Latvia; LPP-LC)8、国民連合8

### 2006年総選挙
- 2006年10月7日実施
- 選挙結果: 国民党23、緑と農民連合18、新時代18、友好センター10、第一党・「ラトビアの道」選挙連合17、祖国と自由のための保守連合8、「市民権のために」6

## 参考・外部リンク
- Latvijas Republikas Saeima（公式ホームページ。ラトビア語・英語）
- ラトビア憲法（サエイマホームページ）ラトビア語, 英語
- 列国議会同盟（Inter-Parliamentary Union, "IPU"）サエイマのデータ（英語）